# Vetenskapsåret 1791

## Händelser
- Pierre Prévost visar att alla kroppar utstrålar värme, oavsett temperatur.

### Astronomi
- Okänt datum - James Rumsey får patent på fluidkraftteknik i England.[1]

## Pristagare
- Copleymedaljen
  - James Rennell, brittisk geograf, historiker och pionjär inom oceanografi.
  - Jean-André Deluc, schweizisk geolog och meteorolog.

## Födda
- 9 april - George Peacock (död 1858), engelsk matematiker.
- 27 april - Samuel Morse (död 1872), amerikansk porträttmålare och uppfinnare av den elektriska telegrafen.
- 13 juli - Allan Cunningham (död 1839), engelsk botaniker och forskningsresande.
- 22 september - Michael Faraday (död 1867), brittisk fysiker och kemist.
- 23 september - Johann Franz Encke (död 1865), tysk astronom.
- 26 december - Charles Babbage (död 1871), engelsk matematiker och uppfinnare av räknemaskiner.

## Avlidna
- 28 januari – Georg Christian Oeder, dansk botaniker.
- Okänt datum - Maria Petraccini (född 1759), italiensk anatomiker.

### Fotnoter
1. ↑  British patent no. 1825